# Monchegorsk
Monchegorsk (del ruso: Мончего́рск) es una ciudad de Rusia europea septentrional, situada en la península de Kola. Depende administrativamente de la óblast de Múrmansk, dentro de la cual forma una unidad administrativa que no pertenece a ninguno de sus distritos o raiones, y que posee autogobierno local bajo la forma jurídica de ókrug municipal. Está situada a 145 kilómetros al sur de Murmansk.
En 2019, la ciudad tenía una población de 41 482 habitantes. Su territorio, con una población total de 45 050 habitantes, incluye como pedanías las localidades rurales de 27 km Zheleznoy Dorogi Monchegorsk–Olenya y 25 km Zheleznoy Dorogi Monchegorsk–Olenya y el despoblado de Laplandski Zapovédnik.
Monchegorsk es un centro de producción de níquel y cobre, y los alrededores de la ciudad están altamente contaminados. En esta localidad también se sitúa la Base aérea de Monchegorsk de la Fuerza Aérea Rusa.